# Wahl zum 9. Thüringer Landtag

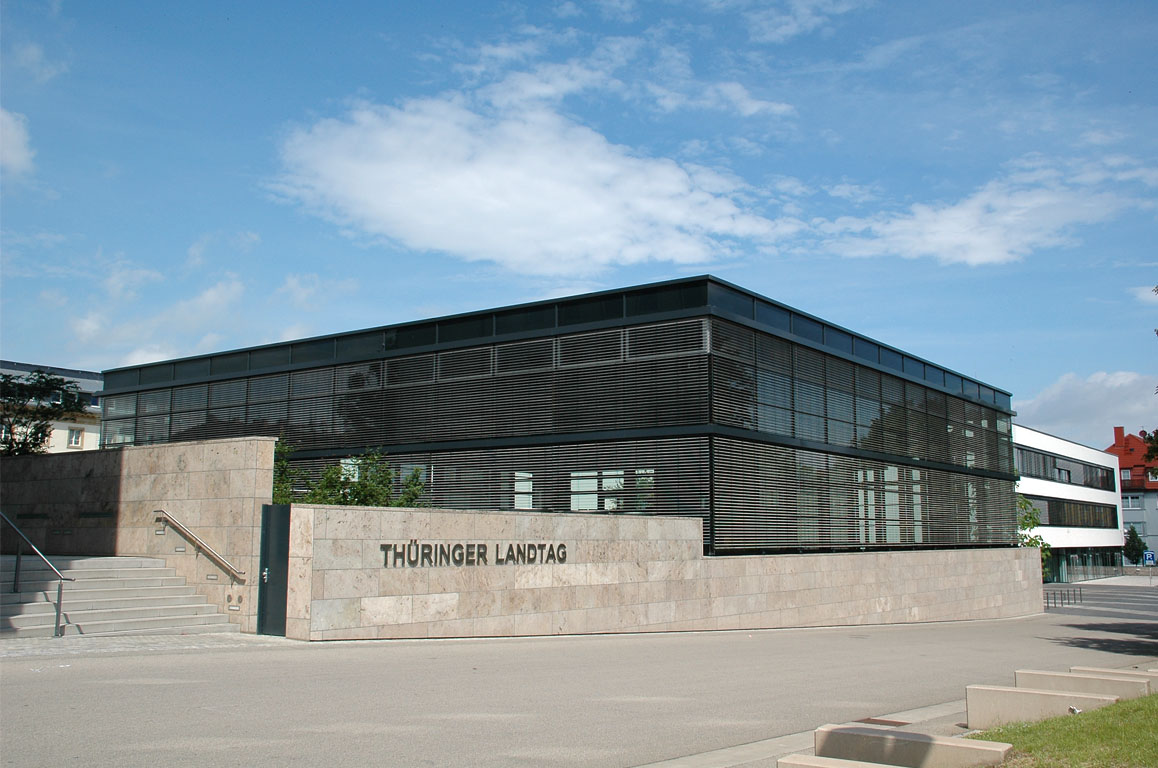
Der Plenarsaal des Thüringer Landtags

Die Wahl zum 9. Thüringer Landtag wird voraussichtlich im Sommer/Herbst 2029 stattfinden.

## Organisation

### Termin
Nach Artikel 50 Absatz 1 der Verfassung des Freistaats Thüringen sowie nach § 18 des Thüringer Wahlgesetzes für den Landtag (ThürLWG) hat die Landtagswahl an einem Sonn- oder Feiertag frühestens 57 Monate nach dem Beginn der laufenden Wahlperiode im Herbst 2024 und spätestens in ihrem 61. Monat stattzufinden, also frühestens im Juni 2029 und spätestens im Oktober 2029.
Eine vorzeitige Neuwahl ist gemäß Artikel 50 Absatz 2 der Thüringer Verfassung durchzuführen, wenn der Landtag seine Auflösung mit der Mehrheit von zwei Dritteln seiner Mitglieder auf Antrag von einem Drittel seiner Mitglieder beschließt oder wenn nach einem erfolglosen Vertrauensantrag des Ministerpräsidenten der Landtag nicht innerhalb von drei Wochen nach der Beschlussfassung über den Vertrauensantrag einen neuen Ministerpräsidenten wählt. Über den Antrag auf Selbstauflösung darf frühestens am elften und muss spätestens am 30. Tag nach Antragstellung offen abgestimmt werden. Eine so beschlossene vorzeitige Neuwahl muss sodann innerhalb von 70 Tagen stattfinden.

### Wahlrecht

#### Wahlmodus
Gewählt werden 88 Abgeordnete. Diese Zahl kann sich durch Überhang- und Ausgleichsmandate erhöhen. Jeder Wähler hat zwei Stimmen: Mit der Wahlkreisstimme wird in jedem der 44 Wahlkreise ein Abgeordneter gewählt. Mit der für die Sitzzuteilung im Landtag maßgeblichen Landesstimme wird die Landesliste einer Partei gewählt. Die Mandatsberechnung erfolgt durch das Hare/Niemeyer-Verfahren.

#### Wahlkreise
→ Hauptartikel: Liste der Landtagswahlkreise in Thüringen

## Ausgangslage
→ Hauptartikel: Landtagswahl in Thüringen 2024
Bei der Landtagswahl 2024 wurde die in Thüringen als gesichert rechtsextrem eingestufte Partei Alternative für Deutschland (kurz: AfD) mit 32,8 Prozent stärkste Kraft, was ein historisches Ergebnis der Partei bei einer Landtagswahl darstellte, die erstmals stärkste Kraft wurde. Die bisherige Minderheitsregierung unter Ministerpräsidenten Bodo Ramelow, die aus der Linken, SPD und Grünen bestand, erlebte eine Zäsur: Die Linke rutschte um 17,9 Prozentpunkte auf 13,1 Prozent ab; die SPD kam auf 6,1 Prozent und die Grünen verpassten den erneuten Einzug in den Landtag mit 3,2 Prozent der Stimmen. Das neu gegründete Bündnis Sahra Wagenknecht (BSW) kam aus dem Stand auf 15,8 Prozent. Eine Koalition mit der AfD schlossen alle Parteien aus.

## Umfragen

### Sonntagsfrage
| Institut            | Zeitraum der Befragung | Befragte • Methode 1 | AfD    | CDU    | BSW    | Linke  | SPD   | Grüne | Sonst. |
| ------------------- | ---------------------- | -------------------- | ------ | ------ | ------ | ------ | ----- | ----- | ------ |
| INSA                | 29.04.–06.05.2025      | 1.000 • O            | 35 %   | 24 %   | 11 %   | 14 %   | 8 %   | 3 %   | 5 %    |
| Bundestagswahl 2025 | Bundestagswahl 2025    | Bundestagswahl 2025  | 38,6 % | 18,6 % | 9,4 %  | 15,2 % | 8,8 % | 4,2 % | 5,2 %  |
| INSA                | 27.01.–03.02.2025      | 1.000 • O            | 35 %   | 25 %   | 13 %   | 11 %   | 7 %   | 4 %   | 5 %    |
| INSA                | 02.12.–09.12.2024      | 1.000 • O            | 34 %   | 25 %   | 14 %   | 12 %   | 7 %   | 4 %   | 4 %    |
| INSA                | 28.10.–04.11.2024      | 1.000 • O            | 34 %   | 25 %   | 14 %   | 13 %   | 6 %   | —     | 8 %    |
| Landtagswahl 2024   | Landtagswahl 2024      | Landtagswahl 2024    | 32,8 % | 23,6 % | 15,8 % | 13,1 % | 6,1 % | 3,2 % | 5,4 %  |

### Direktwahl Ministerpräsident
| Institut | Datum      | Mario Voigt (CDU) | Björn Höcke (AfD) | keiner/ weiß nicht |
| -------- | ---------- | ----------------- | ----------------- | ------------------ |
| INSA     | 06.02.2025 | 26 %              | 21 %              | 43 %               |